# Escupamos sobre Hegel
Escupamos sobre Hegel (it: Sputiamo su Hegel) es un ensayo de la escritora italiana Carla Lonzi publicado en 1970, resultado del trabajo en el marco del colectivo feminista Rivolta Femminile. El libro marca la conciencia de la escritora sobre la condición de la mujer en el mundo. Ella misma aclara que estos escritos no deben tomarse como puntos fijos, sino únicamente como un punto de partida de su filosofía, que quería cuestionar y distanciarse de la sociedad, dominada por el modelo masculino.

## Contenido
En la primera parte del libro la autora se da cuenta de la ausencia de la mujer en la historia y de cómo ella siempre ha sido definida con relación al hombre. Numerosos teóricos y filósofos han teorizado sobre su inferioridad. La opresión de las mujeres, según Carla Lonzi, no comienza con el capitalismo, sino mucho antes.
El objeto de duras críticas es el filósofo alemán Hegel y su teoría sobre la existencia de un principio divino femenino, que preside la familia, y un principio humano viril, que preside la comunidad. Hegel reconoce una pasividad "por naturaleza" en las mujeres, que Carla Lonzi rechaza. Además, en la interpretación hegeliana de la historia, no hay lugar para las mujeres, a las que no se les permite superar la etapa de subjetividad y adquirir el estatus de ciudadanas.
Aunque considerado revolucionario, según su visión incluso el marxismo -visto en aquellos años como la única alternativa posible para construir una sociedad más igualitaria- ignoraba a las mujeres como oprimidas y al mismo tiempo desconocía sus posibilidades revolucionarias; por ello, todavía lo inscribe dentro del sistema patriarcal o, en todo caso, critica su falta de postura ante la opresión masculina de las mujeres. Para Marx y Engels, la liberación de la mujer llega naturalmente con la liberación de la propiedad privada. La escritora observa, sin embargo, cómo la socialización de los medios de producción no ha socavado en absoluto la institución familiar tradicional, sino que, por el contrario, la ha fortalecido. También rechaza la "comunidad de mujeres" teorizada por Marx. Para ella, la abolición de la familia no se concreta en la utilización de la mujer como instrumento, sino en su liberación. Esta disolución de la institución familiar tendrá que ser llevada a cabo por las propias mujeres.
Sin embargo, la autora cuestiona la tesis de Freud según la cual las niñas experimentan envidia del pene. La sexualidad y el sexo femenino son ignorados: siempre se les considera no desde la perspectiva de la relación entre dos sexos, sino entre un sexo y sus privaciones.
Carla Lonzi, por tanto, considera que las mujeres no deberían seguir un movimiento de emancipación dentro del patriarcado, porque esto significaría adaptarse a los esquemas lógicos impuestos por el poder masculino, sino seguir un camino diferente, rechazando el aut-aut, la dialéctica propuesta en cambio por otros filósofos. De esta manera Lonzi se acerca al pensamiento anarquista, ya teorizado de manera embrionaria por Max Stirner, quien esperaba una revolución más que una rebelión interna contra los esquemas de poder de la sociedad contemporánea 
Además de criticar la interpretación patriarcal del mundo desde un punto de vista filosófico, Carla Lonzi dedica un ensayo sobre el orgasmo femenino y los mitos difundidos sobre él: La mujer clitoriana y la mujer vaginal . En él afirma que en la mujer placer y reproducción se comunican, pero no coinciden y que es necesario reiterar la centralidad del clítoris en las relaciones sexuales. De esta manera será posible alcanzar la liberación, incluida la sexual, de la mujer, liberándose de la idea de su sexualidad como necesariamente pasiva. Esto lo había destacado no sólo Carla Lonzi, sino también Anne Koedt en El mito del orgasmo vaginal, en el que retomó las ideas de Alfred Kinsey para combatir el mito de la frigidez femenina. 

## Ediciones
La primera edición en italiano fue impresa por la editorial Rivolta Femminile en 1970; una segunda edición de la misma casa data de 1974 e incluye también La mujer clitoriana y la mujer vaginal y otros escritos. La edición completa de 1974 está disponible en Internet Archive.
La primera traducción del libro al español "Escupamos sobre Heguel y otros escritos" fue publicada en 1978 por La Pléyade (Buenos Aires). fue publicada en 2018 por Ediciones Tinta limón. Traficantes de sueños. Mapas. También disponible en línea.